# Estero del Rosario
El estero del Rosario es un curso natural de agua que nace en la Región de Valparaíso y fluye con dirección general oeste hasta desembocar en el Pacífico.

## Trayecto
El estero del Rosario nace de la confluencia del estero Los Corralillos y Cajón de la Magdalena. Unos 26 km más al oeste se le une el estero Carvajal que es su tributario principal para continuar hasta la laguna Córdoba ubicada al sur de Isla Negra
El estero limita al norte con las cuencas de los esteros San Gerónimo y Huallilemu; al oriente, con la subcuenca del río Puangue (de la cuenca del Maipo); al sur, con la cuenca del estero Cartagena y con otras pequeñas cuencas de otros tantos esteros de desagües independientes, como el estero de La Cigüeña. Su desembocadura, tras cerca de 91 kilómetros de trayecto, esta unos kilómetros al sur de Punta Talca, y al norte del pueblo-balneario El Tabo.: 22 

## Historia
Francisco Astaburuaga escribió en 1899 en su obra póstuma Diccionario geográfico de la República de Chile sobre el río:
Rosario (Riachuelo del).-—Corriente de agua de poco caudal que divide al norte y al sur los departamentos de Casa Blanca y Melipilla. Tiene origen en los derrames occidentales de la sierra que contiene la cuesta de Ivacache y el cerro ó alto del Rosario por las inmediaciones al NO. de ésta y á corta distancia hacia el E. de la aldea de Maitenes. Corre al O. pasando por los asientos de población de Rosario Arriba, Lagunillas, Corralillos, Valle Hermoso, &c., y desagua en el Pacífico por los 33º 27' Lat. y 71º 39' Lon. entre las ensenadas de Cartagena y Algarrobo y como cuatro kilómetros al SE. de la caleta de Talca del departamento de Casa Blanca, después de unos 32 kilómetros de curso. Junto á su boca forma una pequeña laguna con el nombre de Córdoba. Suelen denominarlo riachuelo del Membrillo.

## Población, economía y ecología
Sus aguas son utilizadas para abastecer de agua potable al balneario de El Tabo.: 328–329  Parte de su cuenca, la Quebrada de Córdova, ha sido declarada Santuario de la Naturaleza.